# Sarcophaga analis
Sarcophaga analis är en tvåvingeart som först beskrevs av Townsend 1917.  Sarcophaga analis ingår i släktet Sarcophaga och familjen köttflugor.
Artens utbredningsområde är Moçambique. Inga underarter finns listade i Catalogue of Life.